# SB/DV 170 sorozat
| kkStB 170 sorozat SB 170 sorozat BBÖ 170 sorozat ČSD 434.0 sorozat FS 729 sorozat JDŽ 24 sorozat PKP Tr11 sorozat ÖBB 56 sorozat GKB 56 sorozat | kkStB 170 sorozat SB 170 sorozat BBÖ 170 sorozat ČSD 434.0 sorozat FS 729 sorozat JDŽ 24 sorozat PKP Tr11 sorozat ÖBB 56 sorozat GKB 56 sorozat | kkStB 170 sorozat SB 170 sorozat BBÖ 170 sorozat ČSD 434.0 sorozat FS 729 sorozat JDŽ 24 sorozat PKP Tr11 sorozat ÖBB 56 sorozat GKB 56 sorozat | kkStB 170 sorozat SB 170 sorozat BBÖ 170 sorozat ČSD 434.0 sorozat FS 729 sorozat JDŽ 24 sorozat PKP Tr11 sorozat ÖBB 56 sorozat GKB 56 sorozat |
| --- | --- | --- | --- |
| kkStB 170.01 | | | |
| | 170.01–09 | 170.10–15 | 170.16–796 |
| Jelleg: | 1D n2v | 1D n2v | 1D n2v |
| Hossz: | 17 428 mm | 17 428 mm | 17 428 mm |
| Magasság: | 4 570 mm | 4 570 mm | 4 570 mm |
| Hosszkazán tengely magassága a sinkorona felett:                                                                                                | 2 615 mm | 2 615 mm | 2 615 mm |
| Hajtókerék-átmérő: | 1 258 mm | 1 258 mm | 1 258 mm |
| Futókerékátmérő: | 830 mm | 830 mm | 830 mm |
| Kapcsolt kerekek tengelytávolsága: | 4 300 mm | 4 300 mm | 4 300 mm |
| Össztengelytávolság: | 6 800 mm | 6 800 mm | 6 800 mm |
| Tengelytávolság szerkocsival: | 13 584 mm | 13 584 mm | 13 584 mm |
| Üres tömeg: | 60,5 t | 60,5 t | 61,0 t |
| Tapadási tömeg: | 57,0 t | 57,0 t | 58,0 t |
| Szolgálati tömeg: | 68,5 t | 68,5 t | 69,0 t |
| Hengerátmérő: | 540 /800 mm | 540 /800 mm | 540 /800 mm |
| Dugattyúlöket: | 632 mm | 632 mm | 632 mm |
| Tűzcsövek száma: | 295 | 295 | 295 |
| Csőfűtőfelület: | 236,0 m² | 236,0 m² | 236,0 m² |
| Tűzszekrény fűtőfelülete | 14,0 m² | 14,3 m² | 14,3 m² |
| Rostélyfelület: | 3,36 m² | 3,91 m² | 3,91 m² |
| Gőznyomás: | 12/13 | 12/13 | 12/13 |
| Szerkocsi típusa: | 9, 56, 156, 256, 76, 86, 88 | 9, 56, 156, 256, 76, 86, 88 | 9, 56, 156, 256, 76, 86, 88 |
| Vmax: | 60 km/h | 60 km/h | 60 km/h |
| Teljesítmény : | 950 LE | 950 LE | 950 LE |

A SB/DV 170 sorozat (kkStB 170 sorozat) egy négy kapcsolt kerékpárú tehervonati szerkocsisgőzmozdony-sorozat volt a cs. kir. osztrák Államvasutaknál (németül:k.k. österreichischen Staatsbahnen, röviden kkStB), melyből még a Déli Vasút is vásárolt.

## Története
Az Arlbergbahn növekvő forgalma azt jelentette, hogy két évvel a megnyitás után a három kapcsolt kerékpárú kkStB 48 sorozat teljesítménye már nem volt elegendő. Ezért fejlesztette ki Karl Gölsdorf 1897-ben személyvonat szolgálatra a kkStB 170 sorozatot, mely egy négy-csatolós kompaund gőzmozdony volt elöl egy futótengellyel.
A mozdonynak két gőz dómja volt összekötő csővel.
Gölsdorf Richard von Helmholtz ívfutásra vonatkozó ötletét ültette át a gyakorlatba úgy, hogy a második és a negyedik kapcsolt-, illetve a futótengely oldalirányú játékot kapott. Így a kerékkarimák és a sínek kopása jelentősen csökkent, ami az osztrák hegyi szakaszokon nagyon hasznosnak bizonyult.
A mozdonyok az első világháború alatt a teherforgalmat támogatták.
A 170 sorozatú mozdonyok száma elérte a 796 darabot, (néhányat még 1919-ben szállítottak) a legnagyobb darabszámot az összes osztrák mozdonysorozat közül. Gyártásukban minden osztrák mozdonygyár részt vett.
A Déli Vasút is rendelt 54 darabot a Semmeringi és a Brenneri hegyi pályáira, amelyeket mind a Bécsújhelyi Mozdonygyár szállított és csak részletekben különböztek a kkStB változattól.
Két 170 sorozatú mozdony szállított 1919-ben a Krauss Linz a Szász Államvasutaknak, amelyeket ott a IX V osztályba soroltak és 1281 és 1282 pályaszámokat kaptak. A két mozdony az első világháború után a szász mozdonypark hiányosságát pótolta. 1922-ben az immár Német Vasúttól a BBÖ megvette a mozdonyokat és a BBÖ 170.750 és BBÖ 170.751 pályaszámokat adta nekik.
Az első világháború után a 170 sorozatú gépek többsége a Csehszlovák Államvasutakhoz (ČSD) került, ahol a ČSD 434,0. sorozatba osztották őket. 1921-ig a ČSD még maga is épített mozdonyokat ebből a sorozatból, így már összesen több mint 374 példánnyal rendelkezett. A többségük (345 darab) át lett építve túlhevített gőzű ikergépessé, továbbá a füstszekrényajtót és a kéményt is megváltoztatták. Az átalakítással 40%-os teljesítmény-növekedést értek el. A felújított gépeket átsorolták a ČSD 434,2 sorozatba. A ČSD ezt a sorozatot 1980-ig használta.
Az Olasz Államvasutak (FS) kapott 116 mozdonyt, amit az FS 729 sorozatba osztott be. További 170-esek a Lengyel Államvasutakhoz (PKP) a PKP TR11 sorozatba, a Jugoszláv Államvasutakhoz (JŽD) a JŽD 24 sorozatba és a Román államvasutakhoz (CFR) kerültek.
A BBÖ-nél 228 darab 170 sorozatú mozdony maradt. Az Anschluss után a Német Birodalom még 209 mozdonyt sorolt be a DRB-hez 56,3101-3309 pályaszámokkal. A második világháború alatt még egykori 170-esek jöttek a DRB-hez az monarchia utódállamaiból.
A háború után az állomány nagyon lecsökkent. Tíz darabot megvett a GKB, kilenc megtartva korábbi pályaszámát az ÖBB 56 sorozatába lett beosztva és az utolsó gépet 1957-ben selejtezték.
A második világháború után néhány 170 sorozatú mozdony kölcsönmozdonyként a MÁV hálózatán is teljesített szolgálatot.
A 170-es mozdonyok közül többet is megőriztek.
A volt GKB 56,3115 működőképesen őrizték meg. Egy mozdonycsere útján ma a Jaroměři Vasúttörténeti Parkban 434.0170 pályaszámmal látható.

## Fordítás
- Ez a szócikk részben vagy egészben  a   kkStB 170 című német Wikipédia-szócikk fordításán alapul.  Az eredeti cikk szerkesztőit annak laptörténete sorolja fel. Ez a jelzés csupán a megfogalmazás eredetét és a szerzői jogokat jelzi, nem szolgál a cikkben szereplő információk forrásmegjelöléseként. – Az eredeti szócikk forrásai szintén ott találhatóak.